# Карімов Іслам Абдуганійович
Іслам Абдуганійович Карімов (30 січня 1938 , Самарканд  — 2 вересня 2016 , Ташкент ) — радянський і узбецький державний і політичний діяч. Перший Президент Республіки Узбекистан з моменту здобуття країною незалежності в 1991 році аж до своєї смерті в 2016 році. У 1990—1992 роках — глава уряду Узбекистану. У радянський період займав посади Першого секретаря ЦК Комуністичної партії Узбекистану (1989—1991) і президента Узбецької РСР (1990—1991).
Чотири рази перемагав на президентських виборах, кожен раз, за офіційними даними, отримуючи понад 90 % голосів виборців (крім виборів 1991 року, де набрав 87 %). Двічі продовжував термін повноважень за допомогою національних референдумів. Міжнародними організаціями та опозицією Карімов часто звинувачувався у встановленні особистої диктатури, придушенні політичної опозиції, корупції і порушенні прав людини, особливо в зв'язку з подіями в Андижані в 2005 році.

## Життєпис
Народився в сім'ї службовця. Після закінчення середньої школи вступив в Середньоазіатський політехнічний інститут у Ташкенті, в 1960 закінчив його і отримав спеціальність «інженер-механік»
У 1960 році почав працювати на заводі «Ташсільмаш», займав посади помічника майстра, майстра і технолога заводу.
У 1961–1966 працював інженером, конструктором і провідним інженером-конструктором на Ташкентському авіаційному виробничому об'єднанні імені Чкалова. Член КПРС з 1964 року.
У 1966 році перейшов на роботу в Держплан Узбецької РСР, де працював головним спеціалістом відділу, помічником голови, начальником відділу, начальником управління, заступником, 1-м заступником голови Держплану Узбецької РСР.
У 1967 році закінчив Ташкентський інститут народного господарства і отримав спеціальність «економіст».
У 1983 році призначений міністром фінансів Узбецької РСР.
З 12 лютого по грудень 1986 року — заступник голови Ради міністрів Узбецької РСР, голова Держплану Узбецької РСР.
27 грудня 1986 — 27 липня 1989 року — 1-й секретар Кашкадар'їнського обласного комітету КП Узбекистану.
23 червня 1989 обраний першим секретарем Центрального комітету Комуністичної партії Узбецької РСР замість Рафіка Нішанова.
24 березня 1990 на сесії Верховної Ради Узбецької РСР обраний Президентом Узбецької РСР. Одночасно з 13 листопада 1990 по 8 березня 1992 року — голова Кабінету міністрів Узбецької РСР.
31 серпня 1991 проголосив державну незалежність Республіки Узбекистан.
На виборах 29 грудня 1991 — представник Народно-демократичної партії (так була перейменована Комуністична партія після серпневих подій 1991 у Москві, першим секретарем ЦК якої він працював з червня 1989) набрав 85 % голосів, його суперник — представник від помірно опозиційної партії «Ерк» — Мухаммад Соліх — 12,4 %. Вибори пройшли на альтернативній основі. Таким чином І. Карімов обраний Президентом Республіки Узбекистан.
У 1993 здійснив хадж, що дає йому право носити один з найпочесніших для мусульманина титулів «хаджі».
Увечері 18 липня 1994 на І. Карімова було здійснено замах. Його машину, що їхала на великій швидкості урядовою трасою, обстріляли з великокаліберної зброї. Однак від початку цей епізод тримали у секреті і про обставини замаху нічого не відомо.
26 березня 1995 згідно з підсумками всенародного референдуму термін президентських повноважень І. Карімова продовжений до 2000.
У червні 1996 здійснив перший візит до США.
У липні 1996 черговий пленум Народно-демократичної партії задовольнив заяву І. Карімова про вихід з її лав. Отже, відповідно до Конституції Узбекистану президент І. Карімов став безпартійним.
У квітні 1999 Узбекистан був прийнятий у ГУАМ, який перетворився на ГУУАМ, а в травні вийшов з Договору про колективну безпеку, укладеного з колишніми республіками СРСР у 1992.
16 лютого 1999, на думку офіційних узбецької влади, стався замах на Карімова. Лунали численні вибухи з багатьма жертвами, гинули сторонні люди. Після терактів популярність президента піднялася з 70 до 90 %.
9 січня 2000 відбулися президентські вибори. І. Карімов одержав 91,9 % голосів, а його єдиний суперник — Абдухафіз Джалалов — проголосував за діючого президента (отримав 4,2 % голосів). Оскільки згідно з Конституцією заборонено займати посаду президента одній людині більше двох термінів, до Основного закону за ініціативою президента раніше внесли поправки, що «обнулили» попередні терміни його перебування при владі.
27 січня 2002 відбувся всенародний референдум, який затвердив двопалатний парламент замість однопалатного та подовжив перебування президента на його посаді з 5 до 7 років, що враховуючи вік Карімова гарантувало йому пожиттєве перебування при владі.
2005 року його різко розкритикували західні міжнародні організації після подій 12-13 травня в узбецькому місті Андижан, де урядові війська відкрили вогонь по мирних мешканцях, які вимагали негайного проведення соціально-політичних та економічних реформ. За офіційною версією, загинули близько 200 осіб, за даними міжнародних правозахисних організацій — від 700 до 1000 чоловік. Міністри закордонних справ Європейського Союзу опублікували спільну заяву, в якій погрожували обмежити контакти з Узбекистаном і застосувати до нього санкції, якщо його керівництво не погодиться до кінця 2005 р. на незалежне розслідування подій.
16 серпня 2006 в Сочі підписав протокол про відновлення членства Узбекистану в Організації договору про колективну безпеку.
23 грудня 2007 відбулися чергові президентські вибори, де набрав 88 % голосів (явка становила 90,6 % усіх виборців). З ним конкурували ще три кандидати, проте вони наввипередки вихваляли діючого. У результаті загалом за них проголосували 3 % виборців, проте збереглась видимість альтернативних виборів. Оглядачі відзначили «прогрес демократії», оскільки на виборах 9 січня 2000 набрав ще більше голосів. Згідно з місцевим законодавством вигравши вибори 2007 р., на той час 69-річний І. Карімов зможе правити країною ще сім років, а потім знов балотуватися на черговий термін.
27 березня 2014 МЗС Узбекистану оприлюднило заяву, в якій підтверджувалося, що Крим був і залишається частиною території України. Делегація республіки в ООН утрималася під час голосування за резолюцію, що засуджувала анексію Криму Росією. Проте вже у січні 2016 року Узбекистан на урядовому рівні опосередковано визнав анексований Крим «російською територією».
29 березня 2015 переміг на президентських виборах в першому турі, набравши 90,39 %.

## Смерть
Вранці 27 серпня 2016 року в Іслама Карімова стався геморагічний інсульт (крововилив у мозок), внаслідок чого він потрапив до реанімації. 29 серпня було повідомлено, що Карімов переніс клінічну смерть. 31 серпня та 1 вересня було скасовано концерт та феєрверк до Дня незалежності Узбекистану.

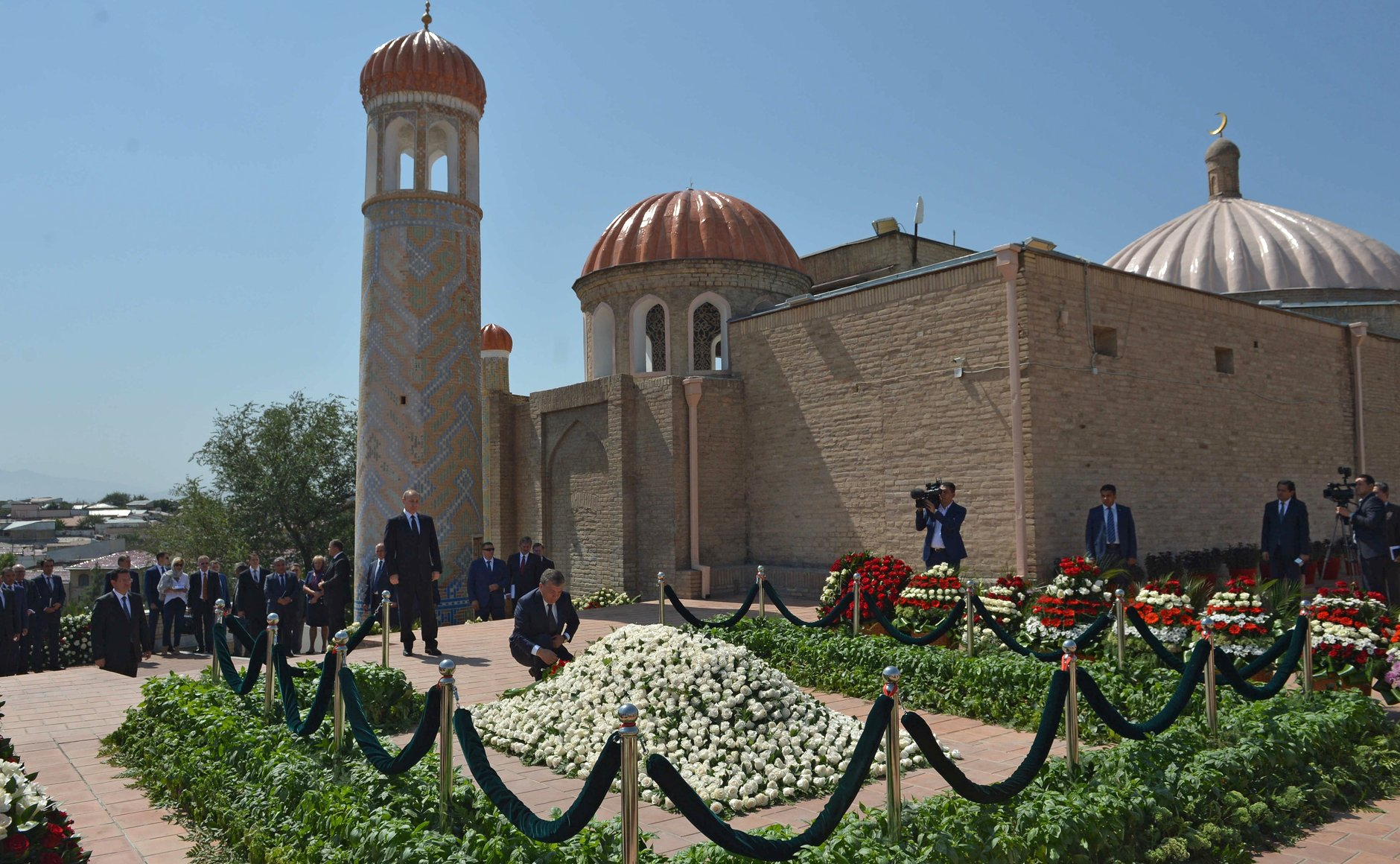

Впродовж кількох наступних днів надходила суперечлива інформація щодо стану здоров'я Карімова. 1 вересня почали надходити повідомлення про підготовку до поховання Карімова в його рідному місті Самарканді, а також про запрошення іноземних дипломатів та голів держав на його похорон. Вранці 2 вересня про смерть Карімова повідомили інформаційні агентства «Рейтер» та «Ассошіейтед прес» з посиланнями на дипломатичні джерела. Протягом дня офіційні співчуття висловили прем'єр-міністр Туреччини Біналі Їлдирим та президент Грузії Георгій Маргвелашвілі. Проте до вечора 2 вересня уряд Узбекистану стверджував, що Карімов живий.
Офіційно про смерть Карімова було оголошено ввечері 2 вересня 2016 року. Згідно з урядовим повідомленням, смерть настала 2 вересня о 20:55 за місцевим часом, а причиною смерті став геморагічний інсульт.
Іслама Карімова було поховано 3 вересня 2016 року за мусульманським обрядом на цвинтарі Шахи-Зінда в Самарканді. У похороні взяли участь 17 іноземних делегацій.

## Родина
Був одружений, мав двох доньок (Гульнара і Лола) та чотирьох внуків. Донька Гульнара, будучи радником батька, фактично була «людиною номер два» в узбецькій економічній і політичній вертикалі влади. Дружина — Тетяна Карімова — за освітою економіст, кандидат економічних наук, працювала старшим науковим співробітником в Інституті економіки Академії наук Узбекистану.

## Нагороди
- Президентський орден Сяйво (Грузія, 2011)[14]
- Академік (член, почесний член) Міжнародної Академії наук, освіти, індустрії та мистецтв

### Україна
- Почесна відзнака Президента України (25 серпня 1992)[15]
- Орден князя Ярослава Мудрого I ст. (17 лютого 1998) — за визначну державну і політичну діяльність, видатний особистий внесок у розвиток українсько-узбецького стратегічного партнерства[16]
- Відзнака «Іменна вогнепальна зброя» (17 лютого 1998) — за визначні особисті заслуги в розвитку українсько-узбецького співробітництва, зміцненні дружби між народами України і Республіки Узбекистан[17]

## Галерея

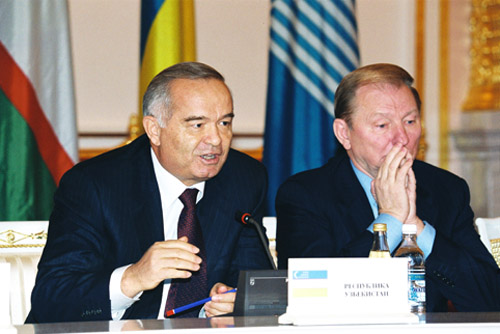
Президент Узбекистану Іслам Карімов та України — Леонід Кучма, 2001 рік
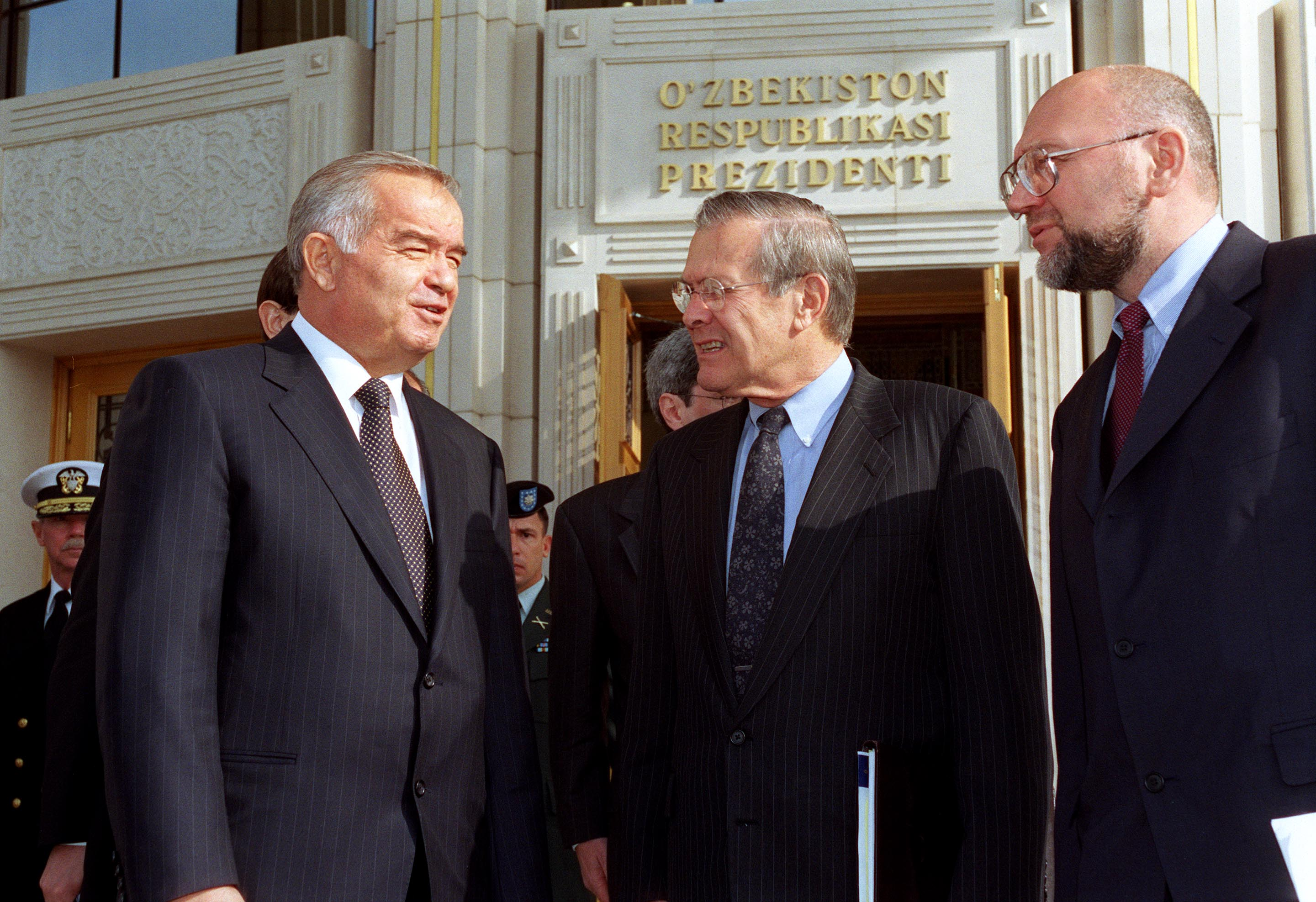
З Дональдом Рамсфелдом під час його візиту до Узбекистану в 2001 році
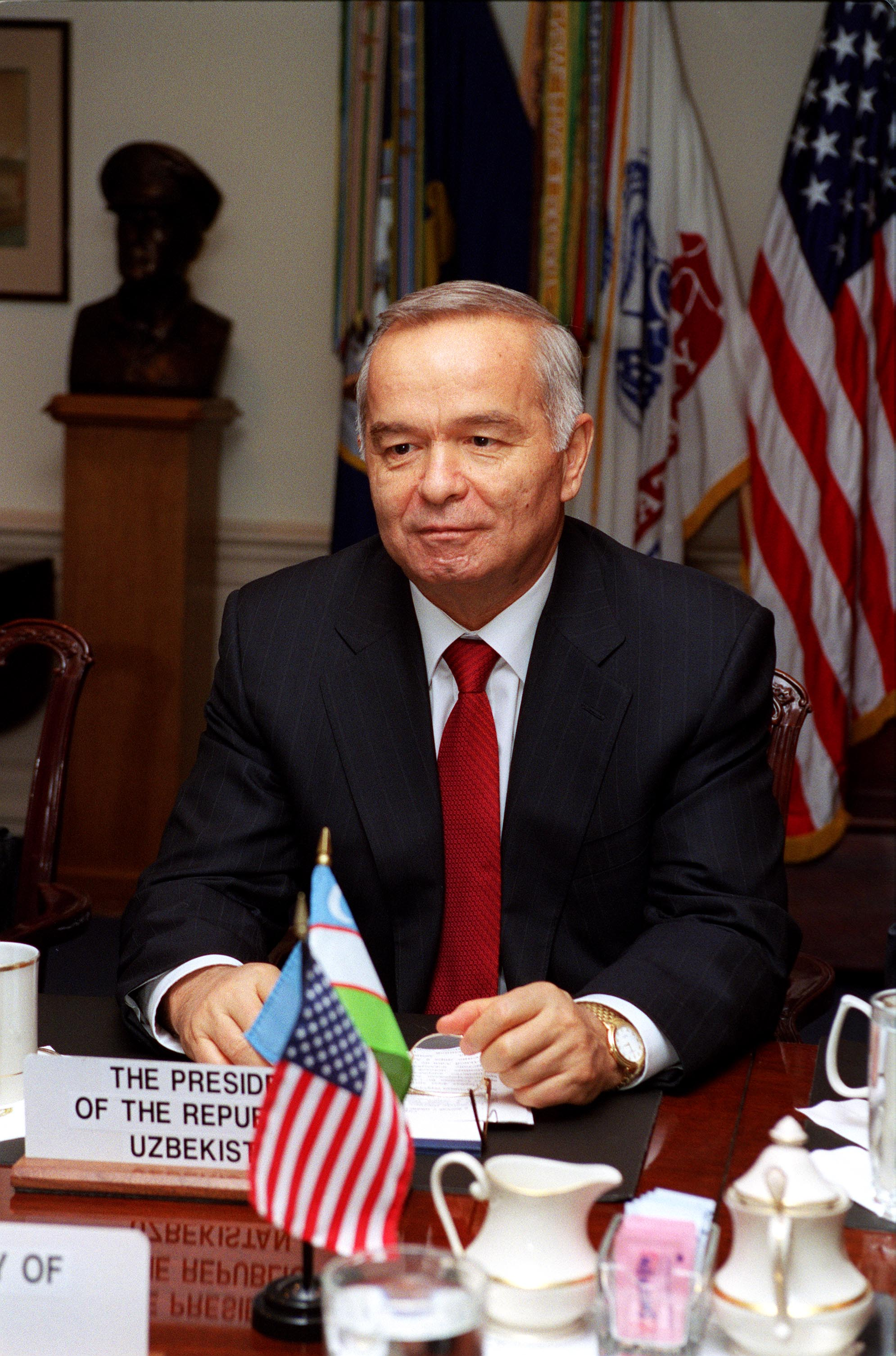
Карімов зустрічається з міністром оборони США Дональдом Рамсфелдом у Пентагоні, 13 травня 2002 року